# Silvianópolis
Silvianópolis är en kommun i Brasilien.   Den ligger i delstaten Minas Gerais, i den sydöstra delen av landet, 700 km söder om huvudstaden Brasília. Antalet invånare är 6 029.
Omgivningarna runt Silvianópolis är huvudsakligen savann. Runt Silvianópolis är det ganska glesbefolkat, med 27 invånare per kvadratkilometer.